# Sujeong-gu
Sujeong-gu est un arrondissement (gu) de la ville Seongnam-si de la province Gyeonggi-do en Corée du Sud.

## Quartiers (dong)
- Sinheung-dong
- Taepyeong-dong
- Sujin-dong
- Dandae-dong
- Sanseong-dong
- Yangji-dong
- Bokjeong-dong
- Changgok-dong
- Sinchon-dong
- Oya-dong
- Simgok-dong
- Godeung-dong
- Sangjeok-dong
- Dunjeon-dong
- Siheung-dong
- Geumto-dong
- Sasong-dong